# ضحايا المحرقة
| ضحايا              | قتل                                  | مصدر              |
| ------------------ | ------------------------------------ | ----------------- |
| يهود               | 5-6 مليون                            | [ 1 ]             |
| المواطنين السوفيت  | 5.7 مليون (باستثناء 1.3 مليون يهودي) | [ 2 ]             |
| أسرى الحرب السوفيت | 2.8-3.3 مليون                        | [ 3 ]             |
| بولنديين           | 1.8-3 مليون                          | [ 4 ] [ 5 ] [ 6 ] |
| الصرب              | 300,000-600,000                      | [ 7 ] [ 8 ]       |
| معاق               | 0                                    | [ 9 ]             |
| الغجر              | 130,000-500,000                      | [ 10 ] [ 11 ]     |
| الماسونية          | 80,000-200,000                       | [ 12 ] [ 13 ]     |
| السلوفينيين        | 20,000-25,000                        | [ 14 ]            |
| الجمهوريون الاسبان | 7000                                 | [ 15 ]            |
| مثليون جنسيا       | 5,000-15,000                         | [ 16 ]            |
| شهود عيان          | 1,250-5,000                          | [ 17 ]            |

كان ضحايا الهولوكوست أشخاصًا استهدفتهم حكومة ألمانيا النازية بسبب ممارسات عنصرية مختلفة بسبب أصلهم العرقي أو دينهم أو معتقداتهم السياسية أو ميولهم الجنسية. أصبحت هذه الممارسات المؤسسية تسمى الهولوكوست، وبدأت بالتمييز الاجتماعي المقنن ضد مجموعات معينة، والقتل الرحيم، والتعقيم القسري لمن يعتبرون غير لائقين بدنياً أو عقلياً للمجتمع. تصاعدت هذه الممارسات خلال الحرب العالمية الثانية لتشمل الحبس غير القانوني ومصادرة الممتلكات والسخرة والاستعباد الجنسي والتجارب الطبية والموت من خلال العمل المفرط ونقص التغذية والإعدام من خلال مجموعة متنوعة من الطرق، مع الإبادة الجماعية لمجموعات مختلفة.
وفقًا لمتحف ذكرى الهولوكوست بالولايات المتحدة، وهو النصب التذكاري الرسمي للهولوكوست، «قتل في المحرقة ستة ملايين يهودي وملايين آخرين على أيدي النازيين والمتعاونين معهم خلال الحرب العالمية الثانية.»  ويقدر المتحف العدد الإجمالي للقتلى خلال الهولوكوست بـ17 مليون: 6 ملايين يهودي و11 مليون آخرين.

## نطاق الاستخدام
بينما يشير مصطلح " الهولوكوست" عمومًا إلى القتل الجماعي المنهجي للشعب اليهودي في أوروبا التي تحتلها ألمانيا، قتل النازيون أيضًا عددًا كبيرًا من غير اليهود الذين اعتبروا أيضًا دون البشر (أونترمينش) أو غير مرغوب فيهم. ينتمي بعض الضحايا إلى عدة فئات مستهدفة في الإبادة، مثل يهودي كان عضوًا في حزب شيوعي أو شخصًا من أصل يهودي عرف بأنه أحد شهود يهوه.
الضحايا من غير اليهود شمل السلاف (مثل الروس والبولنديين والأوكرانيين والصرب)، الغجر، الفرنسيين، البلجيكيين، الهولنديين، اليوناين، الإيطالييين (بعد 1943)، المثليين (مثليه، مثلي الجنس، العابرين جنسيا، المتحولين جنسيا)؛  المعاقين عقليا أو جسديا، والمرضى عقليا؛  أسرى الحرب السوفيت، الروم الكاثوليك، البروتستانت، الأرثوذكس، شهود يهوه، المسلمين،  الجمهوريين الإسبان، الماسونييين،  الملونين (خصوصا المنحدرين من الألمانية Mischling.  
مع الأخذ في الاعتبار جميع ضحايا الاضطهاد، قتل النازيون بشكل منهجي ما يقدر بنحو ستة ملايين يهودي و11 مليون شخص إضافي خلال الحرب. يوحي دونالد نيويك بأن التعريف الأوسع، بما في ذلك الوفيات المدنية السوفيتية، سوف يؤدي إلى مقتل 17 مليون شخص.

## المعايير العرقية

### الجمهوريون الاسبان
كان آلاف اللاجئين الجمهوريين الأسبان يعيشون في فرنسا وقت احتلالها من قبل ألمانيا النازية في عام 1940؛ تم اعتقال 15000 في معسكرات الاعتقال، بما في ذلك 7000 في ماوتهاوزن-جوسن. توفي حوالي 7000.

## غير الأوروبيين

الدعاية النازية حول الاختلافات بين الآريين الألمان والسود.

## الضحايا السياسيين

### رعايا العدو
تم اعتقال أو إعدام الآلاف من الأشخاص، وخاصة الدبلوماسيين، من الجنسيات المرتبطة بالحلفاء (الصين والمكسيك، على سبيل المثال) ولاجئون من الحرب الأهلية الإسبانية في فرنسا المحتلة. بعد استسلام إيطاليا عام 1943، تم إرسال العديد من الرعايا الإيطاليين (بمن فيهم الثوار والجنود الإيطاليون الذين نزع سلاحهم من الألمان) إلى معسكرات الاعتقال.

## اضطهاد ديني آخر

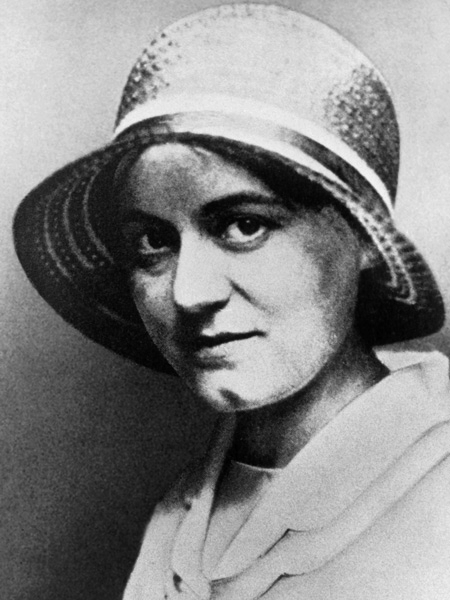
الراهبة الألمانية من أصل يهودي إديث شتاين، قُبض عليها في دير هولندي وقُتلت في أوشفيتز بعد احتجاج من الأساقفة الهولنديين على اختطاف اليهود.

كما استهدف النازيون الجماعات الدينية لأسباب سياسية وأيديولوجية. قُتل الآلاف من رجال الدين والرهبان الكاثوليك، بما في ذلك بعضهم مع خلفية يهودية (إديث شتاين، على سبيل المثال). اعتبر النازيون اليهود مجموعة عرقية. الناس العلمانيون وأتباع الديانات الأخرى التي كانت لهم أصول يهودية، كانوا يهودًا (اعتقاد يتقاسمه بعض اليهود).